# Neptune Orient Lines
Neptune Orient Lines est une société de transport maritime, basée à Singapour.

## Histoire
Elle acquiert l'entreprise américaine American President Lines en 1997, qui devient sa marque principale.
En février 2015, Neptune Orient Lines vend sa filiale de logistique APL Logistics à Kintetsu World Express, pour 1,2 milliard de dollars.
En novembre 2015, CMA CGM annonce être en négociation pour acquérir la société de transport de Singapour Neptune Orient Lines. Les 2,7 % de part de marché du transport de conteneurs de sa filiale American President Lines permettrait à CMA-CGM (8,9 %) de se rapprocher des leaders Maersk (14,7 %) et Mediterranean Shipping Company (13,4 %) avec 11.6 %.
En décembre 2015, CMA CGM lance une offre de 2,4 milliards de dollars sur Neptune Orient Lines, qui était détenu jusque-là à 67 % par Temasek, un fonds souverain du Singapour.
Le 9 juin 2016, CMA CGM annonce le rachat des actions (NOL) Neptune Orient Lines de Singapour du groupe Temasek.
Le 28 juin 2016, CMA CGM a annoncé qu'elle procéderait à la radiation de NOL après le franchissement du seuil de participation de 90% dans la société. NOL a par la suite été radiée de la cote le 5 septembre 2016.